# Deniau-Insel
Die Deniau-Insel (französisch Îlot Deniau) ist eine kleine Insel vor der Graham-Küste des Grahamlands im Norden der Antarktischen Halbinsel. Sie liegt auf halbem Weg zwischen der Darboux-Insel und der Gruppe der Lippmann-Inseln.
Teilnehmer der Vierten Französischen Antarktisexpedition (1903–1905) unter der Leitung des Polarforschers Jean-Baptiste Charcot entdeckten sie. Charcot benannte sie nach einem Sponsor seiner Forschungsreise.